# Мальма
Мальма (Salvelinus malma) — вид лососеподібних риб родини лососеві (Salmonidae).

## Зовнішній вигляд
У мальми загострена голова, високе і сплющене з боків тіло. Верхня щелепа пряма, далеко заходить за задній край ока. Виріст на нижній і виїмка на верхній щелепах добре розвинені. Спинний і анальний плавці розташовані ближче до голови, ніж до хвоста. У незрілих риб ротова порожнина темно-зелена, голова і тіло зверху темно-сині, боки блакитні, черево сріблясто-біле, парні і анальні плавці сірі. На спині і боках тіла численні дрібні білі або жовтуваті круглі цятки. Шлюбний наряд у мальми, особливо у самців, дуже яскравий: помаранчеві губи, по краю хвостового плавця йде вузька яскраво-червона облямівка, краї плавців яскраво-білі, боки тіла зеленувато-блакитні, черево червоне. Не випадково в Канаді і на Алясці найусталеніша назва мальми — Доллі Варден (Dolly Varden), по імені героїні знаменитого роману Чарльза Діккенса «Барнебі Радж». Доллі Варден — життєрадісна дівчина, любила в одязі яскраві кольори, особливо, червоний. Північна мальма досягає завдовжки 1,2 м і маси 12 кг, граничний вік — 15 років. Південна мальма дрібніша: довжина 75 см, маса 3,8 кг, і вік — 10 років.

## Середовище проживання і особливості поведінки
Ареал мальми включає північну частину узбережжя Тихого океану. По азійському узбережжю він тягнеться на південь від Берингової протоки до Північної Кореї та Японії і по північноамериканськиму — до Каліфорнії. Зустрічається мальма також в арктичних морях — на захід до річки Колими і на схід до річки Маккензі. В азійській частині ареалу вчені розрізняють типову — північну мальму і південну мальму, яка відрізняється дрібнішою лускою і деякими генетичними ознаками. Північна межа поширення південної мальми проходить по материковому узбережжю Охотського моря між річкою Ульбея і Шантарськими островами і по Першій Курильській протоці, між Камчаткою і островом Шумшу. Мальма — переважно прохідна риба, але здатна утворювати і сталі прісноводні популяції. Скат в море відбувається навесні — на початку літа, захід у річки — наприкінці літа-восени. Прохідний спосіб життя більше характерний для північної мальми, довжина морських міграцій якої буває від кількох сотень до 1,6 тис. км. Прісноводні популяції у неї рідкісні і представлені, головним чином, карликовими самцями. Південна мальма не йде далі прибережної зони моря і естуаріїв річок, у неї відомі струмкова і річкова форми. Молодь північної мальми живе в річках до першого скату в море 1-9 років, південної — 3-7 років.

### Особливості живлення
Живиться донними організмами, молоддю та ікрою риб.

### Розмноження
Статева зрілість настає в 3-7, частіше 4-6 років. Південна мальма дозріває на 1-2 роки раніше. Розмноження обох форм відбувається наприкінці літа-початку осені, причому у північної мальми терміни масового нересту більш ранні, ніж у південної. Риби будують невеликі гнізда в холодних швидкоплинних струмках і річках на дрібногальковому ґрунті, в які закопують ікру. Часто у нересті з прохідними гольцями беруть участь карликові самці. Нерест у більшості риб щорічний, тільки деякі — зазвичай самці — його пропускають. Після нересту частина риб гине, інші можуть розмножуватися 5-6, але частіше 1-2 рази в житті. У риб, які нерестяться, як встановлено міченням, існує майже абсолютний хомінг — тобто майже 100 % риб повертаються на нерест саме в свою рідну річку, практично не помиляючись.